# Paul-Jean Clays

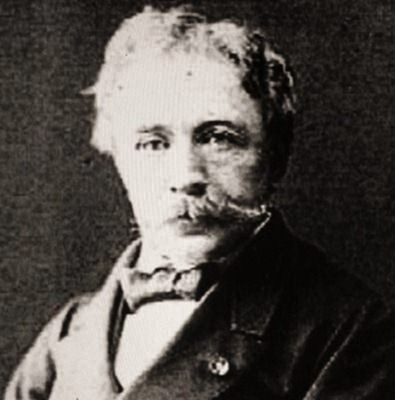
Paul Jean Clays (vor 1900)

Paul-Jean Clays (* 27. November 1819 in Brügge; † 9. Februar 1900 in Schaarbeek) war ein belgischer Marinemaler und Aquarellist.

## Leben und Herkunft
Paul-Jean Clays wurde als Sohn von Paul Clays und Anna-Josèphe Khnopff geboren. Einer von Anna-Josèphe's Brüder war der Großvater von Fernand Khnopff.

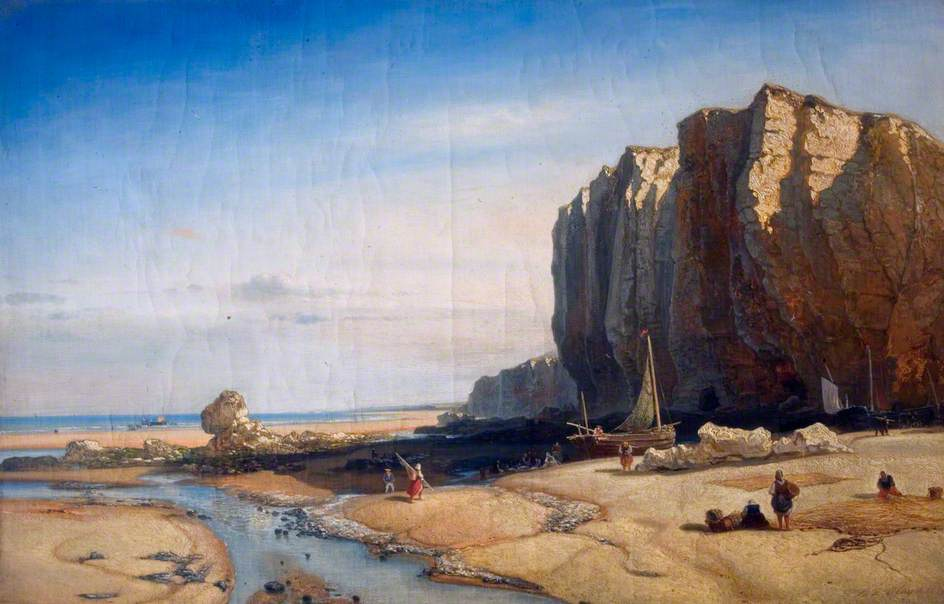
Felsige Küste

Seit 1839 wohnte er in Brüssel. Paul-Jean Clays studierte in Paris in den Ateliers von Horace Vernet und Theodore Gudin. 1844 unternahm er eine Studienreise nach Portugal. Er besuchte auch mehrmals Paris und nahm an dortigen Salons teil.
Paul-Jean Clays heiratete am 22. April 1852 Marie-Isaure Quetelet. Das Paar hatte drei Töchter und einen Sohn, der in jungen Jahren starb. 
Paul-Jean Clays beschäftigte sich ausschließlich mit der Marinemalerei. Er stellte seine Werke erfolgreich auf den Pariser Weltausstellungen 1867 und 1878 aus. Er wurde  Gründungsmitglied der Société libre des Beaux-Arts (Freien Gesellschaft der Schönen Künste). 1856 war Clays eines der Gründungsmitglieder der Société Royale Belge des Aquarellistes. 1883 wurde er zum Mitglied der Académie royale des Sciences, des Lettres et des Beaux-Arts de Belgique gewählt. Er war Ehrenmitglied der Hollandsche Teekenmaatschappij.

## Publikation
- Catalogue des tableaux, esquisses, aquarelles composant l’atelier de feu M.P.J. Clays et dont la vente publique aura lieu ... à Bruxelles ... mai 1900 ..., Bruxelles, Imprimerie Coosemans, 1900 OCLC 40575961